# Hyalurga leucophlebia
Hyalurga leucophlebia är en fjärilsart som beskrevs av Erich Martin Hering 1925. Hyalurga leucophlebia ingår i släktet Hyalurga och familjen björnspinnare. Inga underarter finns listade i Catalogue of Life.